# Карл Бауер (футболіст)
Карл Бауер (нім. Karl Bauer) — австрійський футболіст, що грав на позиції нападника.

## Клубна кар'єра
В сезоні 1921-22 дебютував у складі клубу «Вінер Шпорт-Клуб», з яким став чемпіоном Австрії. Зіграв у тому сезоні 5 матчів. З наступного сезону уже був основним правим нападником клубу. В сезоні 1922-23 виграв з командою Кубок Австрії. Зіграв чотири матчі в тому розіграші і забив 8 голів, в тому числі, відзначився голом і у фінальному матчі проти «Ваккера» (3:1).
У сезоні 1927-28 перейшов у віденський «Рапід». Не зумів стати гравцем основи, зігравши лише два матчі в чемпіонаті. Тим не менше, виступав у матчі-відповіді фіналу Кубка Мітропи 1927. В першому поєдинку «Рапід» програв празькій «Спарті» з розгромним рахунком 2:6. Перед домашнім матчем в основі клубу вийшло багато нових гравців, серед яких і Бауер. «Рапід» здобув перемогу з рахунком 2:1, але програв фінал за сумою двох матчів.

## Статистика виступів

### Статистика клубних виступів
| Клуб                         | Сезон                        | Чемпіонат | Чемпіонат | Чемпіонат | Кубок | Кубок | Кубок Мітропи | Кубок Мітропи | Всього | Всього |
| Клуб                         | Сезон                        | Матчі     | Голи      | Місце     | Матчі | Голи  | Матчі         | Голи          | Матчі  | Голи   |
| ---------------------------- | ---------------------------- | --------- | --------- | --------- | ----- | ----- | ------------- | ------------- | ------ | ------ |
| «Вінер Шпорт-Клуб»           | 1921—1922                    | 5         | 0         | 1         | 1     | 0     | -             | -             | 6      | 0      |
| «Вінер Шпорт-Клуб»           | 1922—1923                    | 18        | 7         | 5         | 4     | 8     | -             | -             | 22     | 15     |
| «Вінер Шпорт-Клуб»           | 1923—1924                    | 21        | 6         | 3         | 3     | 0     | -             | -             | 24     | 6      |
| «Вінер Шпорт-Клуб»           | 1924—1925                    | 8         | 2         | 9         | 1     | 0     | -             | -             | 9      | 2      |
| «Вінер Шпорт-Клуб»           | 1925—1926                    | 22        | 11        | 8         | 3     | 3     | -             | -             | 25     | 14     |
| «Вінер Шпорт-Клуб»           | 1926—1927                    | 8         | 2         | 11        | 1     | 0     | -             | -             | 9      | 2      |
| Всього за «Вінер Шпорт-Клуб» | Всього за «Вінер Шпорт-Клуб» | 82        | 28        |           | 13    | 11    | 0             | 0             | 95     | 39     |
| «Рапід»                      | 1927—1928                    | 2         | 1         | 2         | -     | -     | 1             | 0             | 3      | 1      |

### Статистика виступів у Кубку Мітропи
| №                      | Розіграш               | Стадія                 | Дата та місце проведення | Команда 1              | Рахунок | Команда 2      | Голи |
| ---------------------- | ---------------------- | ---------------------- | ------------------------ | ---------------------- | ------- | -------------- | ---- |
| 1                      | 1927                   | фінал                  | 13.11.1927, Відень       | Рапід (Відень)         | 2:1     | Спарта (Прага) |      |
| Всього у кубку Мітропи | Всього у кубку Мітропи | Всього у кубку Мітропи | Всього у кубку Мітропи   | Всього у кубку Мітропи | 1       |                | 0    |

## Титули і досягнення
- Чемпіон Австрії (1):

«Вінер Шпорт-Клуб»: 1921-1922
- Володар Кубка Австрії (1):

«Вінер Шпорт-Клуб»:  1922-1923
- Фіналіст Кубка Мітропи (1):

«Рапід» (Відень):  1927